# Komora na mjehuriće
Komora na mjehuriće ili komora s mjehurićima je detektor ionizirajućega zračenja u kojem se promatraju mjehurići nastali djelovanjem zračenja na tekućinu u komori. Njezin se rad temelji na pojavi mjehurića plina u pregrijanoj tekućini duž staze kojom su prošle čestice ili elektromagnetski val. Prema svojstvima tako nastalog traga mogu se odrediti osnovni parametri promatranoga zračenja. Izumio ju je D. Glaser 1952.
Komora na mjehuriće je mjerni instrument kojim se prate tragovi ionizirajućeg zračenja (alfa-čestice, beta-čestice i općenito sve elementarne čestice te gama zrake i rendgenske zrake), a sastoji se od komore u kojoj je prozirna pregrijana tekućina u kojoj ioni stvoreni prolaskom ionizirajuće čestice omogućuju stvaranje mjehurića bilježeći na taj način stazu čestice. Komora na mjehuriće radi vrlo slično kao maglena komora, s tom razlikom da se njen rad zasniva na superzasićenoj tekućini, dok se kod maglene komore rad zasniva na superzasićenoj pari.

## Način rada
Komora na mjehuriće radi na osnovu pregrijane tekućine, a to može biti tekući eter, tekući vodik, dušik, izopentan i drugo. Kada kroz pregrijanu tekućinu prođe neka ionizirajuća čestica,  stvoreni ioni postaju jezgre za stvaranje mjehurića pare u pregrijanoj tekućini jer na tim mjestima nastaje vrenje tekućine. Pod jakim osvjetljenjem tada se vide tragovi putanja iona kao neprekinute bijele linije, koje čine sitni mjehurići pare upotrebljene tekućine, nanizani jedan do drugog.
Komora na mjehuriće obično ima i homogeno magnetsko polje, tako da nabijene čestice pod utjecajem Lorentzove sile putuju po spirali čija je zakrivljenost određena omjerom električnog naboja i mase čestice, te njenom brzinom. U komoru je ugrađeno nekoliko kamera kako bi se putanje čestica mogle pratiti u tri dimenzije. Rezolucija kamera može biti i do nekoliko mikrometara. Mjereći zakrivljenost putanje može se odrediti količina gibanja čestice. 
Uz komoru na mjehuriće veže se otkriće slabe nuklearne sile 1973. godine te W i Z bozona 1983. Ipak, danas se toliko ne upotrebljava, jer su je zamijenili višeanodni proporcionalni brojač i komora na iskre. Putanje čestica rekonstruiraju se računalom.